# Кулаков Федір Давидович
Федір Давидович Кулаков (4 лютого 1918, село Фітіж Курської губернії, тепер Льговського району Курської області, Російська Федерація — 17 липня 1978, Москва) — радянський партійний та державний діяч. Член ЦК КПРС у 1961—1978 роках. Член Політбюро ЦК КПРС з 9 квітня 1971 по 17 липня 1978 року, секретар ЦК КПРС (1965—1978), Герой Соціалістичної Праці (3.02.1978). Депутат Верховної Ради СРСР 3—4-го і 6—9-го скликань.

## Біографія
Народився в селянській родині. У 1934 році закінчив школу селянської молоді та вступив до комсомолу.
У 1934—1938 роках — студент Рильського сільськогосподарського технікуму Курської області.
У 1938—1941 роках — помічник керуючого відділення Урицького бурякорадгоспу Тамбовської області; керуючий Старополянського відділення, агроном із праці Земетчинського цукрового комбінату Пензенської області.
Член КПРС з 1940 року.
У 1941—1943 роках — 1-й секретар Земетчинського районного комітету ВЛКСМ, завідувач Земетчинського районного земельного відділу Пензенської області.
У 1943—1944 роках — 2-й секретар Ніколо-Пестравського районного комітету ВКП(б); голова виконавчого комітету Ніколо-Пестравської районної ради депутатів трудящих; 1-й секретар Ніколо-Пестравського районного комітету ВКП(б) Пензенської області.
У листопаді 1944 — 1947 року — завідувач сільськогосподарського відділу Пензенського обласного комітету ВКП(б).
У 1947 — лютому 1950 року — начальник Пензенського обласного управління сільського господарства.
У лютому 1950 — серпні 1955 року — голова виконавчого комітету Пензенської обласної ради депутатів трудящих.
У серпні 1955 — квітні 1959 року — заступник міністра сільського господарства РРФСР. У 1957 році закінчив Всесоюзний сільськогосподарський інститут заочної освіти.
16 квітня 1959 — 4 серпня 1960 року — міністр хлібопродуктів РРФСР.
25 червня 1960 — січень 1963 року — 1-й секретар Ставропольського крайового комітету КПРС. У січні 1963 — грудні 1964 року — 1-й секретар Ставропольського сільського крайового комітету КПРС.
16 листопада 1964 — 1965 року — завідувач сільськогосподарського відділу ЦК КПРС по союзних республіках. У 1965 — травні 1976 року — завідувач сільськогосподарського відділу ЦК КПРС.
29 вересня 1965 — 17 липня 1978 року — секретар ЦК КПРС.
3 лютого 1978 року в зв'язку з 60-річчям був удостоєний звання Героя Соціалістичної Праці. 5 липня 1978 року відзначив 40-річчя весілля. Мав захворювання шлунка (проводилася успішна ектомія після виявлення раку в 1969 році). Раптово помер в ніч на 17 липня 1978 року від паралічу серця після сімейного скандалу.
Похований у Кремлівській стіні на Красній площі Москви.

## Нагороди і звання
- Герой Соціалістичної Праці (3.02.1978)
- три ордени Леніна (9.02.1968, 2.12.1971, 3.02.1978)
- орден Трудового Червоного Прапора (11.01.1957)
- медаль «За трудову доблесть» (25.12.1959)
- медаль «За доблесну працю у Великій Вітчизняній війні 1941—1945 рр.»
- медаль «За освоєння цілинних земель»